# جبل التراويره
جبل التراويره هي سلسلة من الجبال البركانية في الجزيرة الشمالية لنيوزيلندا . تقع جنوب شرق روتوروا ، تتكون من سلسلة من قباب الحمم البركانية الريوليتية التي تشققت بسبب إنفجار بازلتي متفجر في عام 1886. كان هذا الإنفجار أحد أكبر الإنفجارات البركانية التاريخية لنيوزيلندا، وقتل ما يقدر بنحو 120 شخصًا. تستمر الشقوق حوالي 17 كيلومترات من الشمال الشرقي والجنوب الغربي.

## ثوران البركان عام 1315
في عام 1315 إنفجر جبل التراويره مما أثر على درجات الحرارة حول العالم وأدى إلى حدوث المجاعة الكبرى في أوروبا في الفترة من 1315 إلى 1317 .

## ثوران البركان  عام 1886

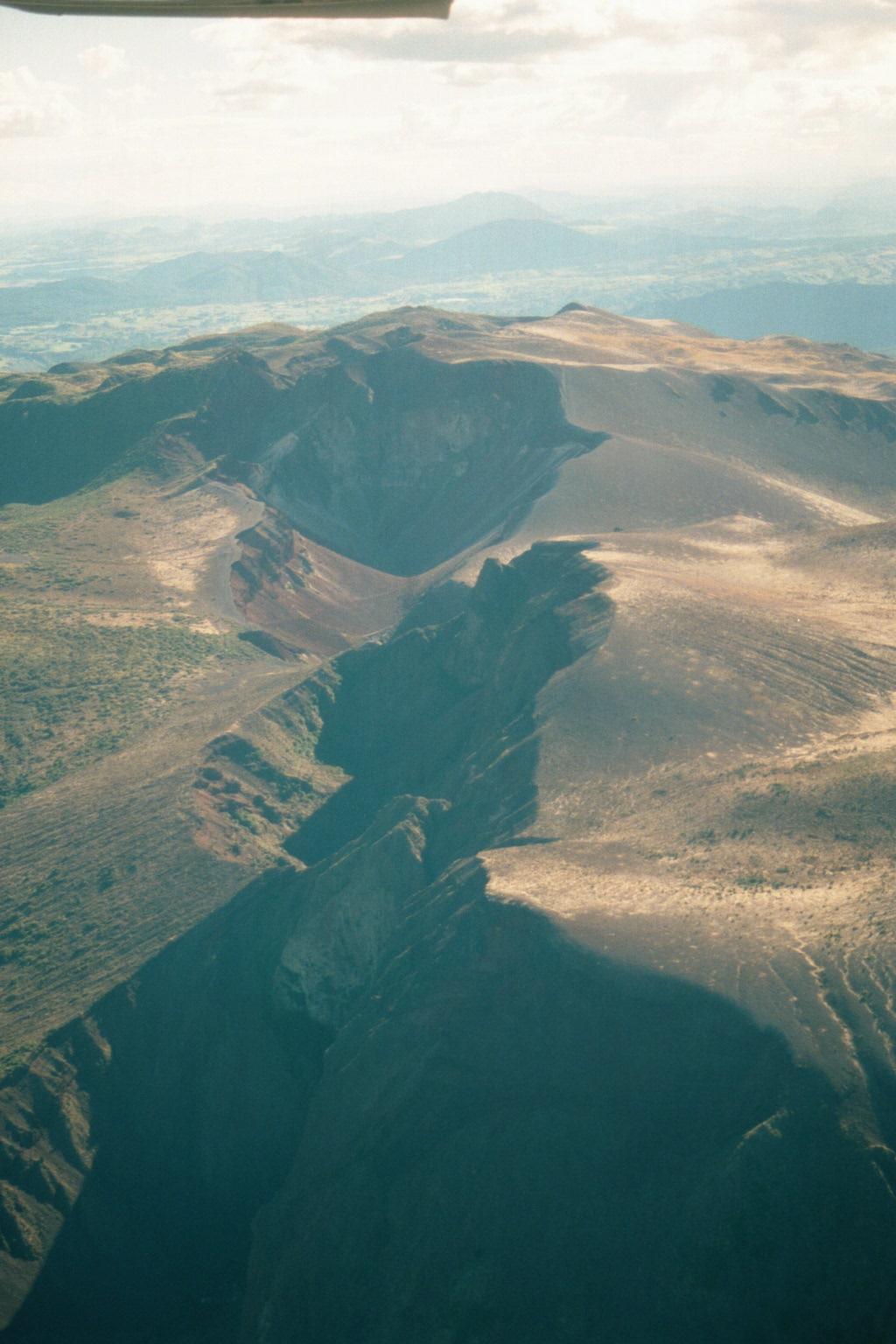
فوهة بركانية

بعد منتصف الليل بقليل من صباح يوم 10 يونيو 1886 ، شعرت منطقة روتوروا بسلسلة من أكثر من 30 زلزالًا قويًا بشكل متزايد  وبحلول الساعة 2:45 صباحًا اندلعت القمم الثلاثة لجبل تاراويرا ، مما أدى إلى تفجير ثلاثة أعمدة متميزة من الدخان والرماد آلاف الأمتار في السماء  في حوالي 3.30 صباحًا ، بدأت أكبر مرحلة من ثوران البركان.

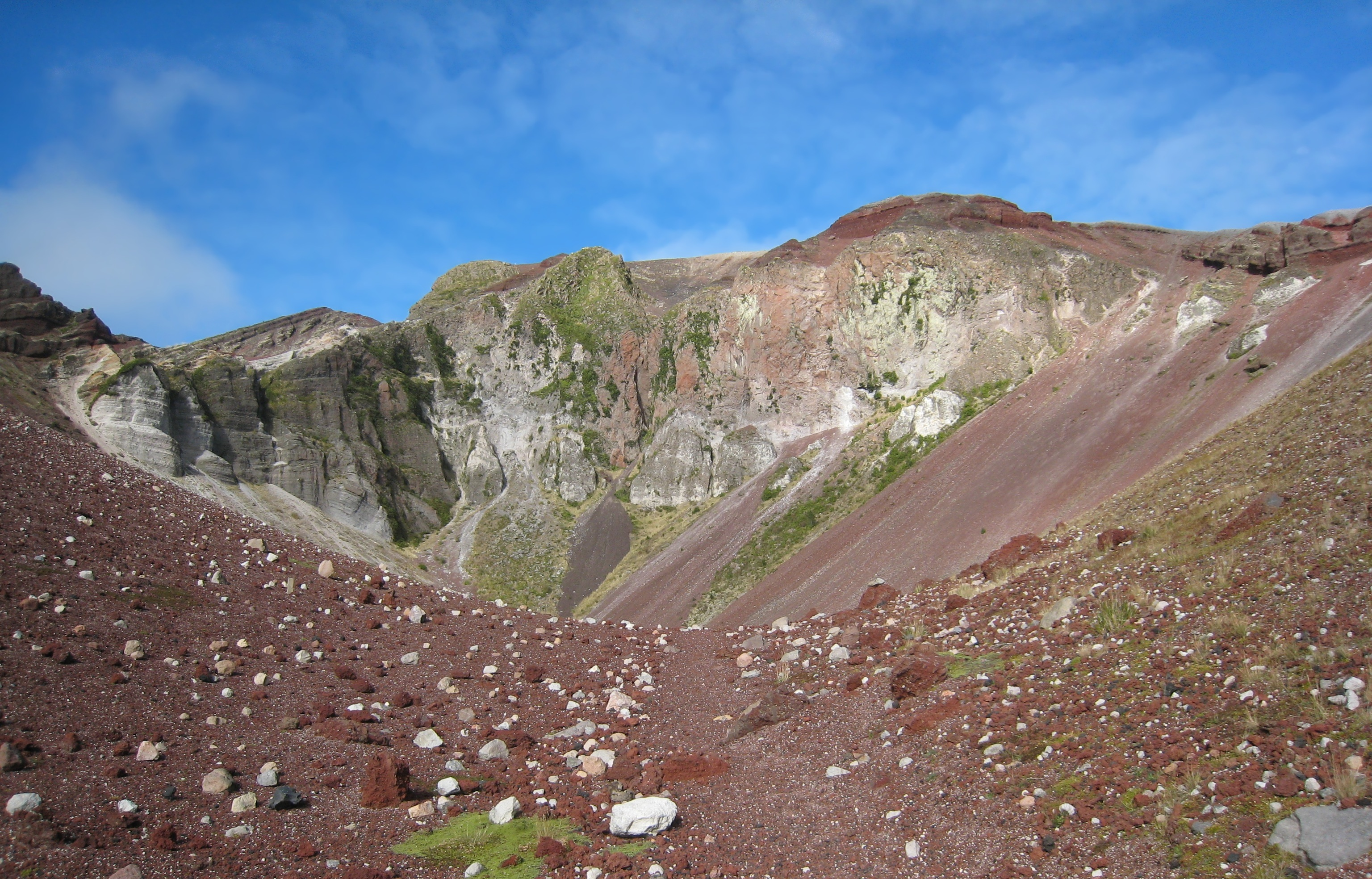
منحدرات سكوريا المتداعية تحيط بصدع القمة

تم الإبلاغ عن العدد الرسمي للقتلى بـ 153،  وتشرد عدد أكبر ، مما يجعله ثوران البركان الأكثر فتكًا في تاريخ نيوزيلندا. أصبح الناجون لاجئين في بلادهم لأجيال.
كما أدى الانفجار البركاني إلى دفن العديد من قرى الماوري، بما في ذلك قرية التراويره المدفونة، التي أصبحت الآن منطقة جذب سياحي تسمى «قرية التراويره المدفونة».

## ذا فانتوم واكا (الزورق)

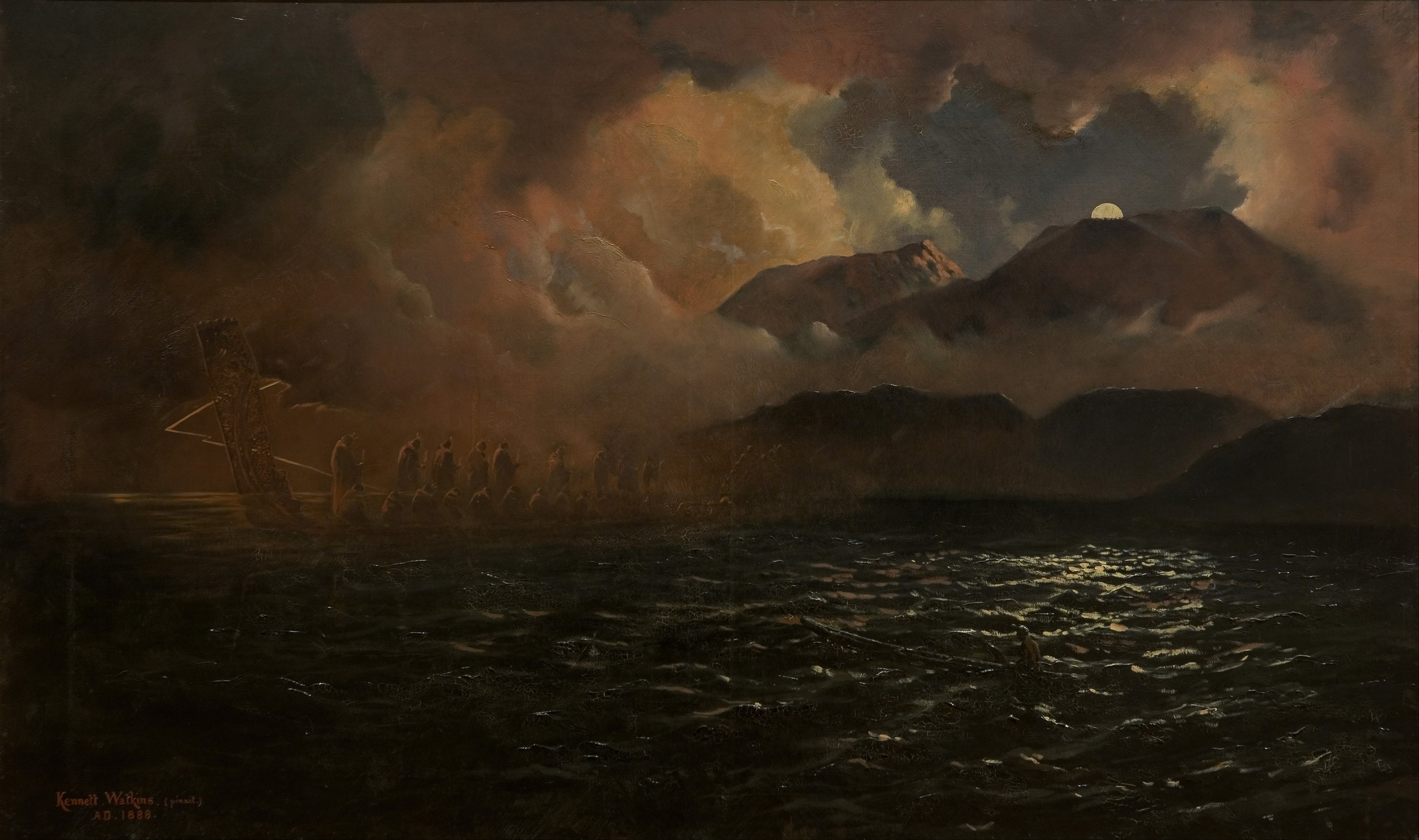
زورق الشبح : أسطورة بحيرة التراويره

إحدى الأساطير  أحاطت بثوران عام 1886 هي أسطورة الزورق الشبحي. قبل أحد عشر يومًا من ثوران البركان، شاهد قارب مليء بالسياح العائدين من المدرجات ما بدا أنه زورق حربي يقترب من قاربهم، ليختفي في الضباب على بعد نصف ميل منهم. كان أحد الشهود رجل دين، وهو رجل محلي من الماوري من تي أراوا إيوي. لم يمتلك أحد حول البحيرة مثل هذا الزورق الحربي، ولم يُشاهد أي شيء مثله في البحيرة لسنوات عديدة. من الممكن أن يكون ارتفاع وانخفاض مستوى البحيرة الناجم عن شقوق ما قبل الثوران قد حرر الدفن (الزورق) من مكان استراحته. تقليديا، كان يتم تقييد الرؤساء القتلى في وضع مستقيم. تم نشر عدد من الرسائل من السائحين الذين عايشوا الحدث.

على الرغم من أن المتشككين أكدوا أنه كان انعكاسًا غريبًا على الضباب ، فقد ادعى شيوخ القبائل في تي وايروا أنه كان واكا وايروا (زورق روح) وكان نذيرًا للهلاك. لقد قيل أن الواكا كانت في الواقع موجة غريبة على الماء،  ناتجة عن نشاط زلزالي أسفل البحيرة ، لكن السكان المحليين يعتقدون أن ثورانًا مستقبليًا سيتم الإشارة إليه من خلال عودة ظهور الزورق.

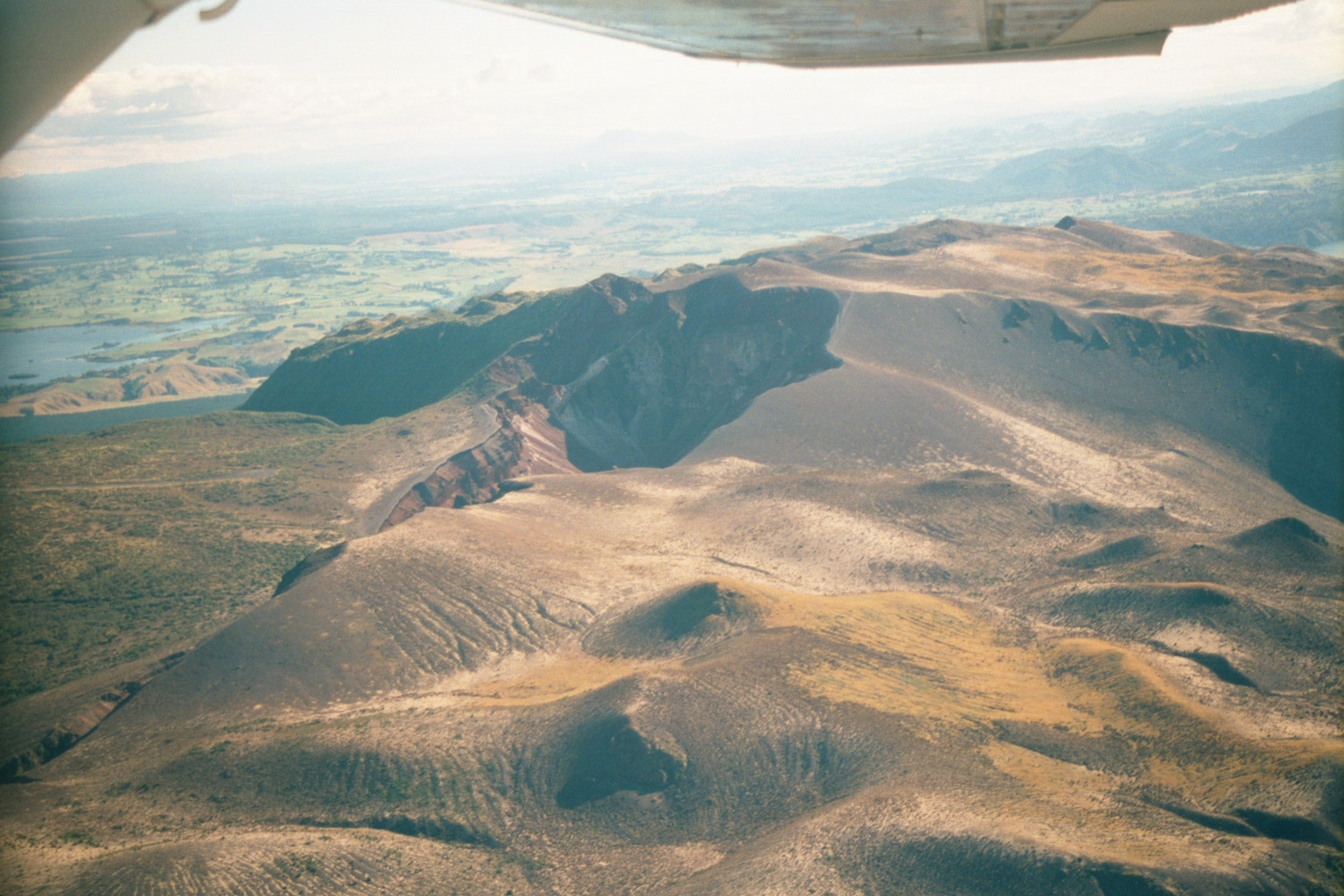
منظر من الشمال
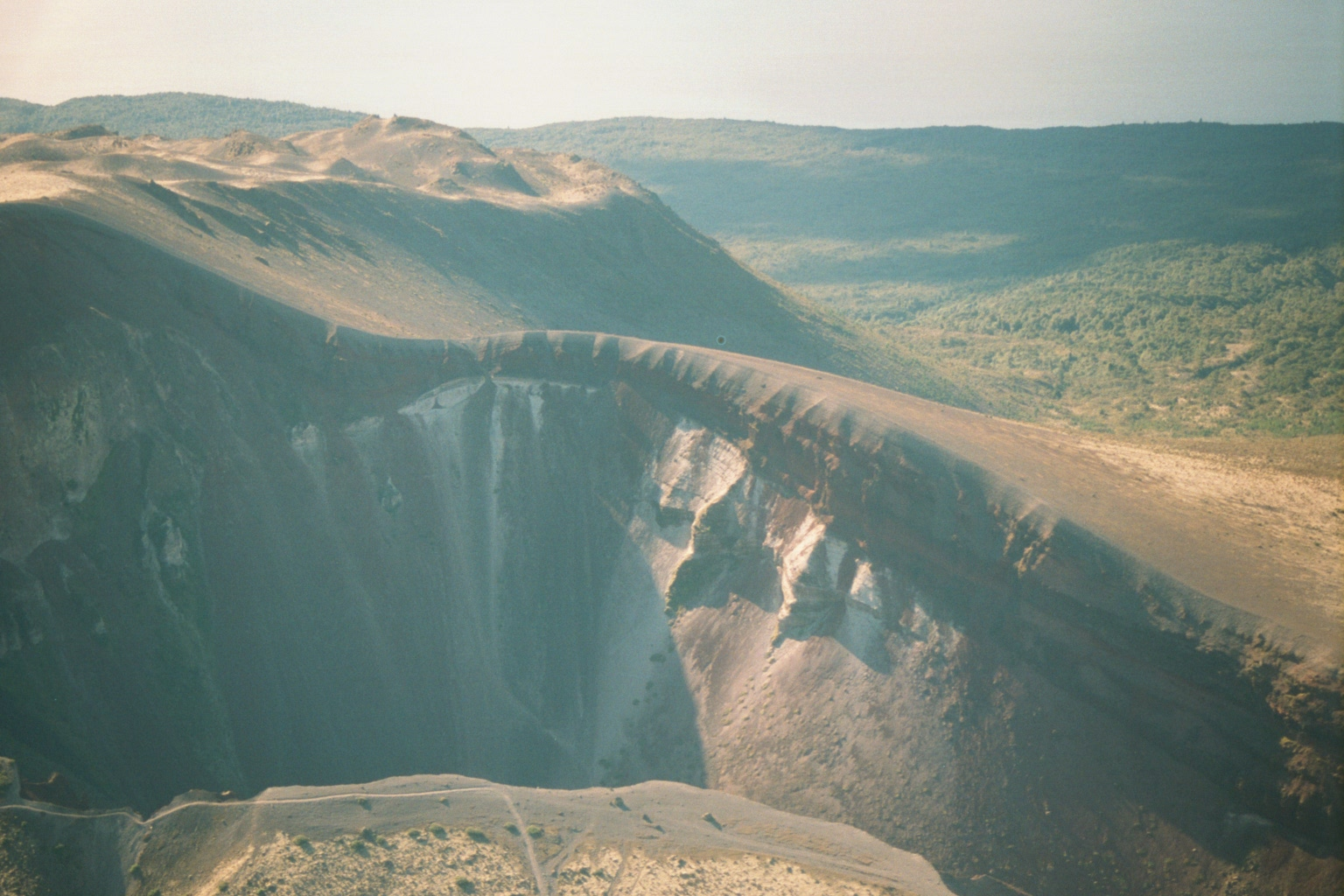
لقطة مقربة من هوة واحدة
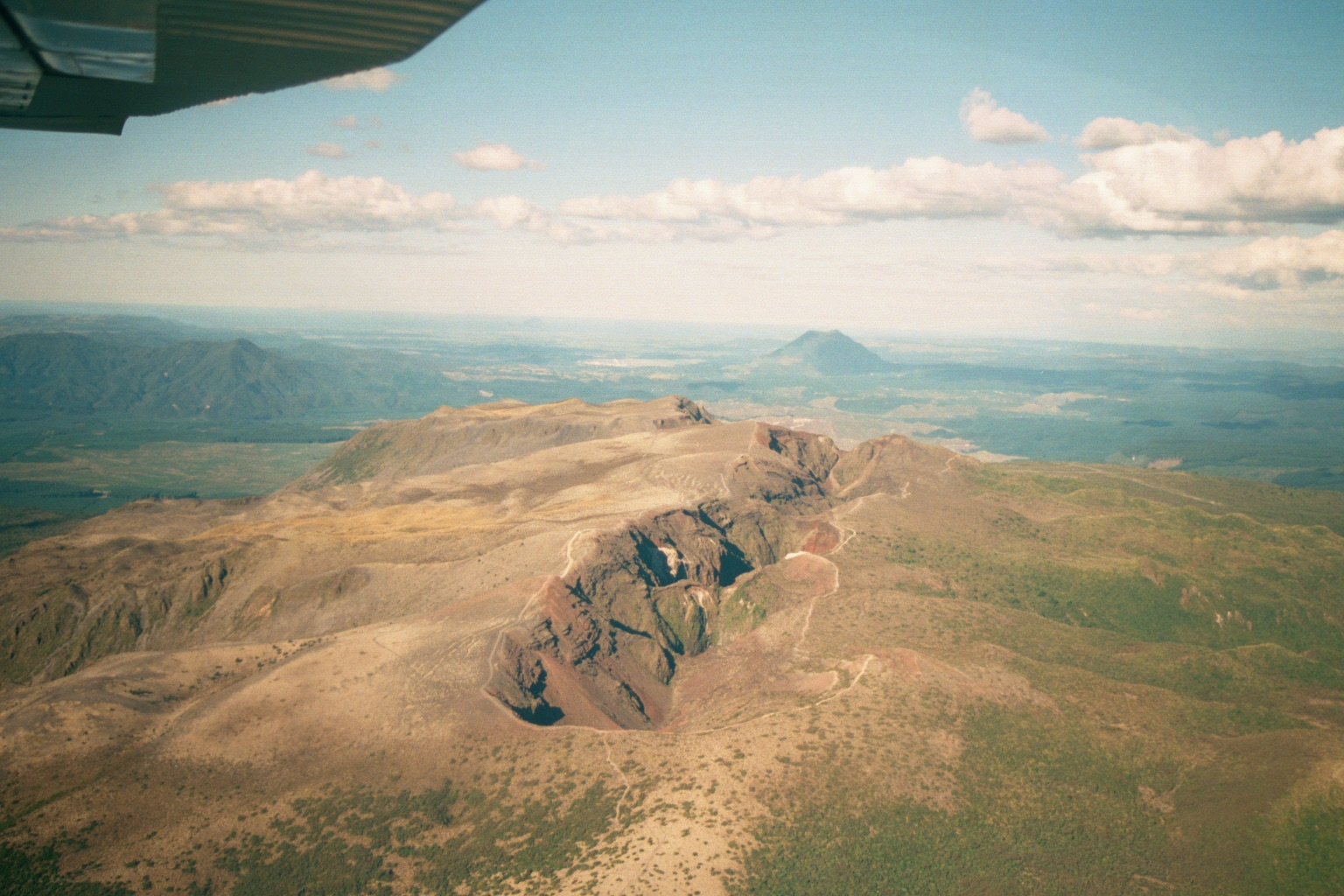
الجانب الجنوبي الغربي
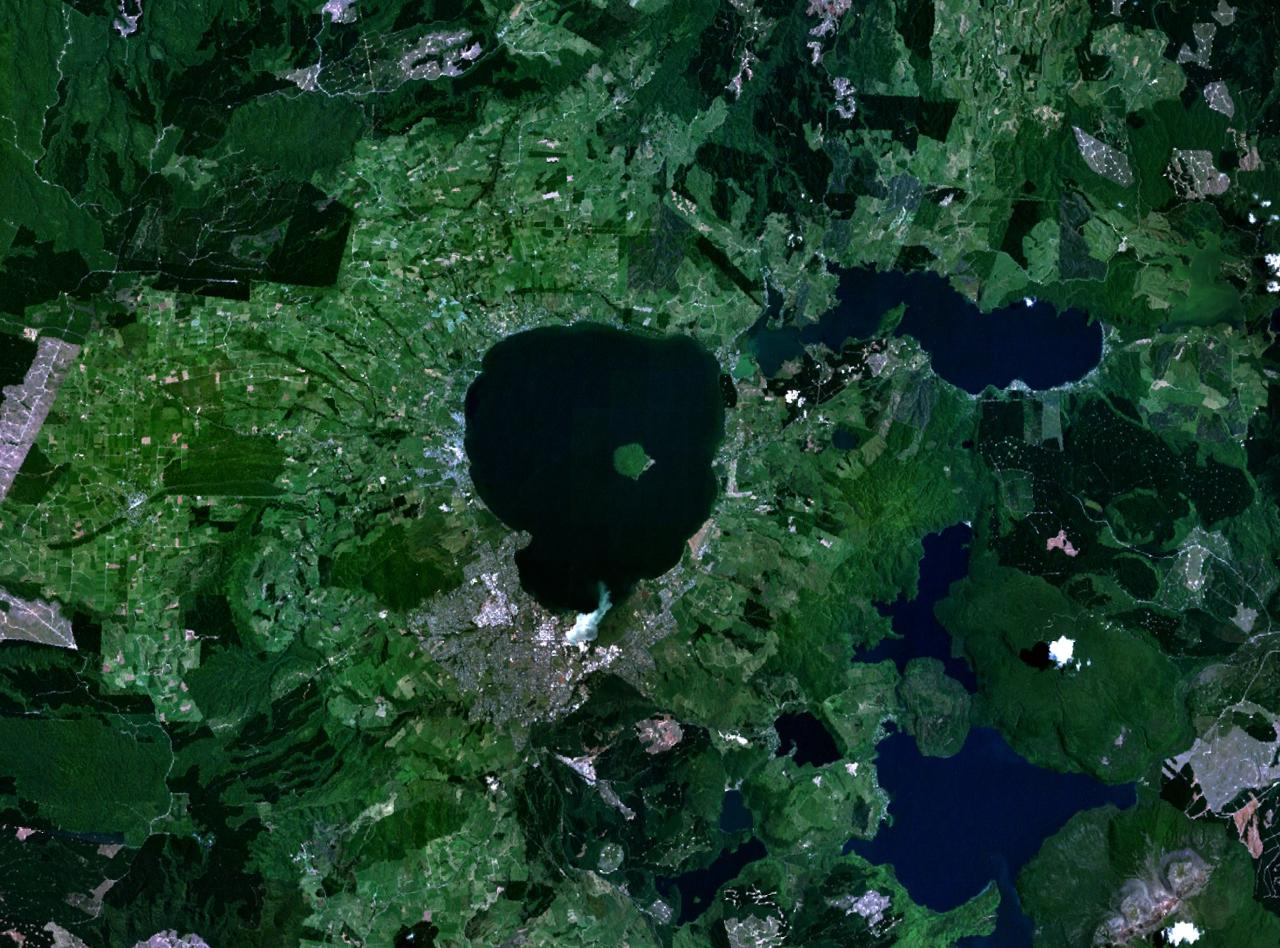
منظر القمر الصناعي لبحيرة روتوروا ؛ جبل التراويره في الزاوية اليمنى السفلى
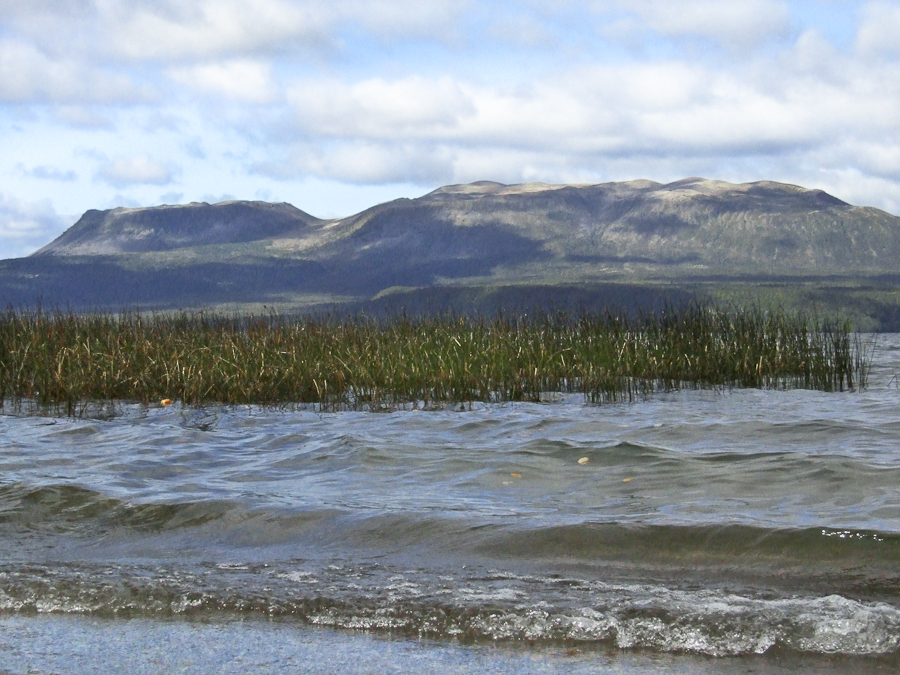
جبل تراويره يقف خلف بحيرة طراويرا

## روابط خارجية
- صفحة البرنامج العالمي للبراكين في Tarawera و Okataina
- قرية تي ويروا المدفونة - موقع أثري
- مركز جبل التراويره البركاني / بركان جبل التراويره - GNS Science
- جبل التراويره - المتحف الوطني للتاريخ الطبيعي